# Macronemurus linearis
Macronemurus linearis är en insektsart som först beskrevs av Klug in Ehrenberg 1834.  Macronemurus linearis ingår i släktet Macronemurus och familjen myrlejonsländor. Inga underarter finns listade i Catalogue of Life.